# Герб Чукотского автономного округа
Герб Чукотского автономного округа является символом Чукотского автономного округа Российской Федерации, принят 27 ноября 2000 года.

## Описание
Герб Чукотского автономного округа представляет собой геральдический щит фиолетового цвета. Центральная фигура герба — изображение белого медведя белого (серебряного цвета), расположенное поверх символического изображения территории автономного округа — желтого (золотого) цвета. В месте расположения административного центра автономного округа — г. Анадырь — изображена восьмиконечная звезда красного (рубинового) цвета. Изображение территории, в свою очередь, расположено поверх голубого круга, разделенного кольцом красного (рубинового) цвета. Голубой круг окаймляется орнаментом из белых (серебряных) лучей.

## Символика
Символика герба Чукотского автономного округа:
- Фиолетовый цвет щита означает вековую мудрость и спокойную твёрдость характера северян, долгую полярную ночь, царствующую над чукотской тундрой большую часть года
- Белый медведь является традиционным символом региона и отражает потенциальную силу и мощь автономного округа
- Золотой цвет, в который окрашено символическое изображение территории — цвет жизненной активности и символ золота — основного богатства Чукотки
- Красная звезда — символ Полярной Звезды. Восемь её лучей символизируют единство восьми районов округа с административным центром — город Анадырь, непобедимую твердость духа северян, их любовь к жизни
- Голубой цвет круга означает чистоту помыслов и благородство, отражает бескрайние просторы двух океанов — Тихого и Северного Ледовитого, омывающих Чукотский полуостров, и неповторимое своеобразие животного мира морских глубин
- Красный цвет кольца указывает на особое положение региона, являющегося пограничной территорией северо-востока Российской Федерации
- Серебро лучей вокруг всего изображения представляет собой символ северного сияния и белое безмолвие Чукотской тундры зимой